# 세지중학교
세지중학교(細枝中學校)는 대한민국 전라남도 나주시 세지면 오봉리에 있는 사립 중학교이다.

## 학교 연혁
- 1953년 11월 1일 : 세지고등공민학교 설립(설립자 이춘호)
- 1969년 2월 11일 : 세지고등공민학교 제16회 총 746명 졸업생 배출
- 1969년 2월 20일 : 학교법인 장동학원 설립인가(설립이사장 나학종)
- 1969년 3월 25일 : 세지중학교 개교
- 1969년 4월 1일 : 제1대 교장 윤주현 취임
- 1969년 8월 21일 : 본관 준공
- 1998년 3월 1일 : 인성교육 시범학교 운영
- 2000년 3월 1일 : 급식 조리실 증축
- 2005년 11월 28일 : 이사장 원일스님 취임
- 2006년 11월 10일 : 학교법인 벽상학원 개명
- 2009년 3월 10일 : 자율학교 지정(전라남도교육청 2010~2015)
- 2010년 12월 7일 : 벽상관 및 천연잔디 운동장 완공
- 2012년 11월 2일 : 야구부 창단
- 2022년 3월 2일 : 나주자율혁신학교 재지정
- 2023년 3월 1일 : 제14대 교장 전미자 취임
- 2025년 1월 10일 : 제54회 33명 졸업, 총 졸업생(7,080명)

## 참고 자료
- 세지중학교 - 한국교육학술정보원 학교알리미